# Вернон Форрест
Вернон Форрест (англ. Vernon Forrest; 12 січня 1971, Огаста, Джорджія — 25 липня 2009, Атланта) — американський професіональний боксер. Чемпіон світу в напівсередній (версія IBF, 2001; версія WBC, 2002—2003) і першій середній (версія WBC, 2007—2008 і 2008—2009) вагових категоріях. Срібний призер чемпіонату світу 1991 року серед аматорів.

## Аматорська кар'єра
На чемпіонаті світу 1991 завоював срібну медаль.
- В 1/16 фіналу переміг Мікеле Піццирилло (Італія) — 33-15
- В 1/8 фіналу переміг Нара Циантрапон (Таїланд) — 22-6
- У чвертьфіналі переміг Пітера Річардсона (Англія) — 33-18
- У півфіналі переміг Канделаріо Дуверхель (Куба) — DQ 1
- У фіналі програв Кості Цзю (СРСР) — 9-32

На Олімпійських іграх 1992 програв у першому бою Пітеру Річардсону (Велика Британія).

## Професіональна кар'єра
Відразу після Олімпіади перейшов до професійного боксу.
26 серпня 2000 року вийшов на бій за вакантний титул IBF у напівсередній вазі проти Рауля Франка (Гаяна). Поєдинок був зупинений у третьому раунді після того, як Франк отримав розсічення через випадкове зіткнення головами. 12 травня 2001 року суперники зустрілися вдруге в боротьбі за титул, і цього разу Форрест здобув перемогу одностайним рішенням суддів.
26 січня 2002 року вийшов на бій проти чемпіона WBC Шейна Мозлі, відмовившись заради цього бою від титулу IBF, і здобув перемогу одностайним рішенням суддів. Реванш, що відбувся 20 липня 2002 року, завершився з тим же результатом. Підводячи підсумки 2002 року, журнал «Ринг» визнав Форреста переможцем в категорії «Боксер року».
25 січня 2003 року в об'єднавчому бою зустрівся з чемпіоном WBA (Super) Рікардо Майоргою (Нікарагуа) і зазнав поразки технічним нокаутом в третьому раунді. В реванші 13 липня 2003 року знов програв рішенням більшості.
28 липня 2007 року в бою проти Карлоса Бальдоміра (Аргентина) завоював вакантний титул чемпіона WBC у першій середній вазі. Провівши успішний захист проти Мікеле Піццирилло (Італія), 7 червня 2008 року втратив титул, програвши рішенням більшості Серхіо Мора (США). 13 вересня 2008 року повернув собі звання чемпіона, здобувши перемогу в реванші одностайним рішенням суддів. У травні 2009 року Світова боксерська рада позбавила Форреста звання чемпіона через неможливість захищати титул внаслідок травми ребра.

## Смерть
Вернон Форрест був застрелений 25 липня 2009 року в Атланті (штат Джорджія, США) грабіжниками, які хотіли вкрасти його машину. Форрест накачував шини свого автомобіля на заправці, коли двоє чоловіків вискочили з під'їхавшої машини і спробували вкрасти належавший боксеру Jaguar. У Форреста був при собі пістолет, і він почав переслідувати грабіжників. В перестрілці в нього випустили сім або вісім куль, одна із яких потрапила йому в голову. В серпні всіх трьох грабіжників заарештували.
Похорони Форреста пройшли 3 серпня в невеликому місті Літонія біля Атланти. На церемонії прощання були присутні близько 1,5 тисячі людей, серед яких: Евандер Холіфілд, Антоніо Тарвер, Роберт Аллен, Бадді Макгірт та інші.